# Acanthagrion jessei
Acanthagrion jessei är en trollsländeart som beskrevs av Emery Clarence Leonard 1977. Acanthagrion jessei ingår i släktet Acanthagrion och familjen dammflicksländor. Inga underarter finns listade i Catalogue of Life.